# Мазомені (Вісконсин)
Мазомені (англ. Mazomanie) — селище (англ. village) в США, в окрузі Дейн штату Вісконсин. Населення — 1768 осіб (2020).

## Географія
Мазомені розташоване за координатами 43°10′21″ пн. ш. 89°47′40″ зх. д. / 43.17250° пн. ш. 89.79444° зх. д. (43.172449, -89.794569).  За даними Бюро перепису населення США в 2010 році селище мало площу 4,81 км², з яких 4,74 км² — суходіл та 0,07 км² — водойми.

## Демографія
Згідно з переписом 2010 року, у селищі мешкали 1652 особи в 689 домогосподарствах у складі 463 родин. Густота населення становила 344 особи/км².  Було 734 помешкання (153/км²).
Расовий склад населення:
| - 94,6 % — білих - 1,7 % — чорних або афроамериканців - 1,2 % — азіатів - 0,2 % — корінних американців - 1,5 % — осіб інших рас |

До двох чи більше рас належало 0,8 %. Частка іспаномовних становила 2,4 % від усіх жителів.
За віковим діапазоном населення розподілялося таким чином: 25,2 % — особи молодші 18 років, 63,1 % — особи у віці 18—64 років, 11,7 % — особи у віці 65 років та старші. Медіана віку мешканця становила 37,3 року. На 100 осіб жіночої статі у селищі припадало 99,3 чоловіків;  на 100 жінок у віці від 18 років та старших — 93,9 чоловіків також старших 18 років.
Середній дохід на одне домашнє господарство  становив 73 716 доларів США (медіана — 62 396), а середній дохід на одну сім'ю — 81 405 доларів (медіана — 70 583). Медіана доходів становила 53 077 доларів для чоловіків та 37 639 доларів для жінок. За межею бідності перебувало 13,6 % осіб, у тому числі 33,6 % дітей у віці до 18 років та 1,5 % осіб у віці 65 років та старших.
Цивільне працевлаштоване населення становило 962 особи. Основні галузі зайнятості: освіта, охорона здоров'я та соціальна допомога — 21,8 %, виробництво — 15,0 %, роздрібна торгівля — 14,7 %.